# Electronic Control Unit

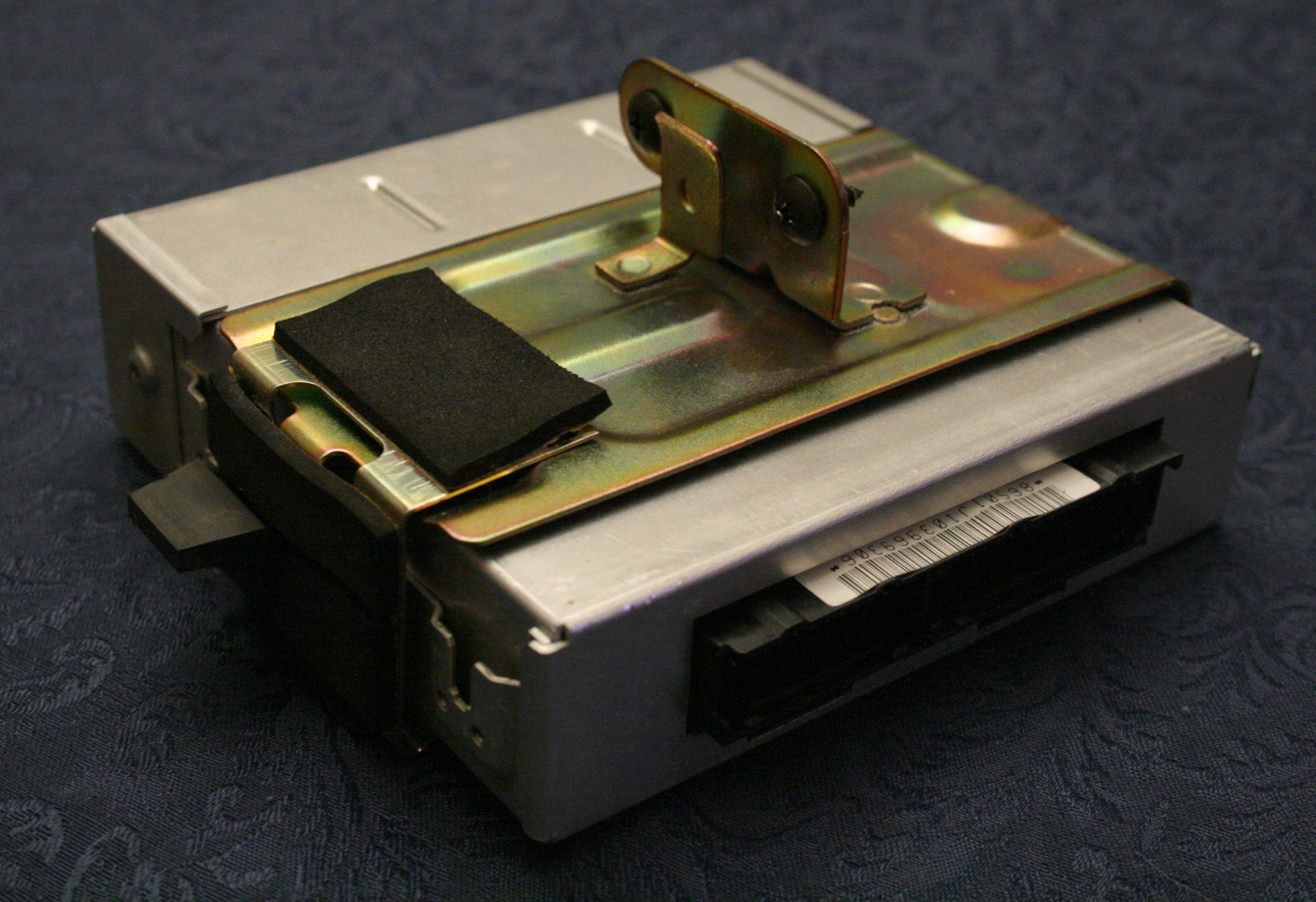

Electronic Control Unit (zkratkou ECU) je vestavěný počítač pro řízení automobilových systémů (motor, brzdový systém). Řídicí jednotka sleduje činnost systému pomocí elektrických vstupů, ke kterým jsou připojeny senzory. Regulační zásahy provádí řídicí jednotka pomocí elektrických výstupů, kterými řídí akční členy (žárovka, servopohon, elektromagnetický ventil apod.) Pro vzájemnou komunikaci řídicích jednotek slouží její síťové rozhraní. Obvykle se využívají sériové sběrnice CAN, LIN nebo FlexRay.

## Funkce jednotek ECU
Zpočátku bylo možno rostoucím nárokům kladeným na řídicí a regulační systémy vozů vyhovět klasickými metodami, tj. využitím mechanických, pneumatických, hydraulických, termických, ale i elektrických (nikoliv elektronických) systémů. Společnými nedostatky těchto způsobů jsou značná setrvačnost regulace a hystereze průběhu, omezená přesnost a obtížnost ovládat proces podle více parametrů. Z těchto důvodů přestávaly být použitelné a byly a jsou postupně stále více nahrazovány elektronickými metodami. Regulace může probíhat podstatně rychleji, s mnohem nižší setrvačností, prakticky bez hystereze a podle potřeby i s dostačující přesností. Navíc přistupuje možnost regulace procesu podle současného působení více parametrů, než bylo možné použitím dřívějších metod. Je to dáno tím, že řídicím členem soustavy je elektronický obvod, který provádí výpočet příslušné hodnoty funkce F. Výpočet její hodnoty závislý na parametrech (proměnných veličinách) x1 až xn může být prováděn podle vztahu:
{\displaystyle F=f(x_{1},x_{2},..,x_{n})}
Vstupními hodnotami pro výpočet jsou elektrické signály, které jsou úměrné velikosti jednotlivých parametrů x1 až xn. Výsledná funkce F bude opět elektrický signál. Protože vstupní veličiny jsou většinou neelektrické, musí být převedeny na elektrické signály vhodnými snímači. Výstupem z obvodu je rovněž elektrický signál, který je třeba převést na zákroky v regulovaném procesu prostřednictvím elektricky ovládaných akčních členů.
Elektronický obvod má zpravidla více než jeden výstup. Chování výstupů takového obvodu můžeme pak popsat soustavou rovnic výstupních funkcí:
{\displaystyle F_{1}=f(x_{1},x_{2},..,x_{n})}
{\displaystyle F_{2}=f(x_{1},x_{2},..,x_{n})}
...........
{\displaystyle F_{m}=f(x_{1},x_{2},..,x_{n})}
Elektronický obvod, který sdružuje funkce F1 až Fm pro řízení určitého procesu se nazývá elektronická řídicí jednotka (ECU). V moderních vozech je stále více procesů řízeno těmito jednotkami. S rostoucím počtem a složitostí řídicích jednotek roste i počet vstupních parametrů a vznikají situace, kdy řídicí jednotka potřebuje znát hodnotu parametrů i z jiných jednotek.
Z tohoto důvodu je elektronická výbava moderních vozů tvořena sítí elektronických řídicích jednotek. Každá řídicí jednotka ovládá určitou část vozu např. brzdy, motor, klimatizaci, elektrické stahování oken atd. Řídicí jednotky mezi sebou komunikují po sběrnici. Celá síť vozu je obvykle rozdělena na několik sběrnic. Sběrnice propojuje jednotky, které spolu nějakým způsobem souvisí. Síť může být například rozdělena na sběrnice propojující řídicí jednotky související s pohybem vozu, komfortem posádky, informacemi pro řidiče aj. Pokud je potřeba přenášet informace i mezi sběrnicemi, propojí se přes tzv. gateway umístěnou obvykle v centrální řídicí jednotce. Nejčastěji se využívají sběrnice CAN a pro jednodušší jednotky sběrnice LIN. V některých automobilech se používají ještě sběrnice K vedení pro diagnostiku jednotek a MOST pro multimediální komunikace. Do budoucnosti se počítá se zavedením sběrnice Flex-ray pro komunikace s větším datovým přenosem.
Hlavním důvodem pro rozdělení elektronické výbavy vozu na řídicí jednotky je úspora potřebné kabeláže. Jednotky mohou být umístěny blíže k řízenému systému a pro vzájemnou komunikaci postačí většinou dva vodiče sběrnice. Chování jednotky je řízeno vestavěným programem. Tento program je realizován jako aplikace pro operační systém pracující v reálném čase např. OSEK/VXD. Převážná většina funkcí je zajišťována softwarovým vybavením jednotky a nikoliv jejím hardware. Tím jsou většinou realizovány pouze rozhraní mezi vstupy a výstupy jednotky a vstupy a výstupy řídicího mikrokontroléru.

## Příklady jednotek ECU
- řídící jednotka motoru (v angličtině rovněž označována jako ECU v tomto případě Engine Control Unit)
- jednotka řízení jízdních charakteristik automobilu (ABS, EBD, BAS, TCS)
- jednotky řízení uživatelského komfortu (klimatizace, el. stahování oken, imobilizér, poloha sedadel, parkovací asistent)
- multimediální a informační jednotky (telefonní jednotka, rádio, navigace)